# Mycobacterium hassiacum
Mycobacterium hassiacum là một mycobacterium ưa nhiệt phát triển nhanh được phân lập trong nước tiểu của con người vào năm 1997 bởi các nhà nghiên cứu tại Đại học Regensburg của Đức. Đó là một loài của ngành actinobacteria (vi khuẩn Gram dương  hàm lượng cao thành phần guanine và cytosine, một trong những ngành lớn trong tất cả các vi khuẩn), thuộc chi Mycobacterium. 
Nó không được cho là gây bệnh ở người.

## Mô tả
M. hassiacum là một vi khuẩn gram dương, không độc đối với dạng que kháng axit. Các khuẩn lạc tạo sắc tố trong tối có màu vàng, ẩm, và lầy nhầy khi được nuôi cấy ở 37 °C. Các khuẩn lạc khác biệt và khô hơn hình thành khi phát triển ở 60 °C.

## Sinh lý học
•	Hiếu khí và ưa nhiệt tăng trưởng nhanh chóng trong môi trường Lowenstein-Jensen ở một phạm vi nhiệt độ từ 30 °C và 65 °C.
•	Sự tăng trưởng cũng xảy ra trên môi trường thạch NaCl và MacConkey 5% mà không có methyl tím.
•	Dễ bị nhạy cảm với một số kháng sinh, bao gồm streptomycin, ethambutol, cycloserine, ciprofloxacin và clarithromycin.
•	Chịu được isoniazid, rifampicin và prothionamide.

## Đặc điểm vi phân
Giống như nhiều vi khuẩn phát triển nhanh có khả năng chịu nhiệt, M. hassiacum có một hình xoắn ốc mở rộng 10, do chèn thêm một cytosine, và một xoắn ngắn 18. Các thuật toán phân cụm sinh học đặt nó hoặc với những vi khuẩn phát triển nhanh khác hoặc ở một vị trí gần loài phát triển chậm Mycobacterium xenopi. 
Tuy nhiên, nó rất dễ dàng để phân biệt với mycobacteria khác bởi sự tăng trưởng của nó ở 65 °C và không có khả năng sử dụng bất kỳ đường hoặc citrate. Một tính năng nhận dạng chính khác là khả năng tách benzamide. M. hassiacum cũng có thể phân tách urê, nicotinamide và pyrazinamide.

## Sinh bệnh học
Mycobacterium hassiacum lần đầu tiên được phân lập từ nước tiểu của con người ở tỉnh Hesse của Đức, với vật chủ không có dấu hiệu của bệnh. Một sự cô lập khác của M. hassiacum từ nước tiểu cũng là gây bệnh. Vì những lý do này, M. hassiacum đã được chỉ định mức độ an toàn sinh học cấp 1, có nghĩa là nó không được biết là thường xuyên gây bệnh ở người trưởng thành khỏe mạnh, và là mối nguy hiểm tối thiểu đối với nhân viên phòng thí nghiệm và môi trường.